# Ісаєв Олег Миколайович (актор)
Оле́г Микола́йович Іса́єв (нар.. 3 липня 1959 Горлівка Донецької області Української РСР) — радянський і російський актор театру та кіно, Заслужений артист Росії (2003).

## Життєпис
Олег Ісаєв у 1980 році закінчив Київський державний інститут театрального мистецтва ім. Карпенка-Карого на курсі у Михайла Резніковича. Після закінчення був зарахований до трупи Київського державного академічного Російського драматичного театру ім. Лесі Українки. 
У 1991 році переїхав до Москви, вступив до трупи Театру Романа Віктюка, де і працює по теперішній час. Знявся в декількох фільмах «Співачка Жозефіна й Мишачий Народ» , «Квіти лугові», «День Народження буржуя» тощо.
У 2015 році став засновником театральної школи проекту"TEATR INSIDE"
Одружений з актрисою Оксаною Ісаєвою. У шлюбі народився син.
Олег Ісаєв актор особливого обдарування.

## Творчість

### Театральні роботи
Національний академічний театр російської драми імені Лесі Українки:
- 1980 — «П'ять днів у червні», реж. М. Резнікович
- — Олексій — «Гравець», за романом Ф. М. Достоєвського
- — Біллі — «Політ над гніздом зозулі», за романом К. Кізі
- — Сперанський — «Сава», за п'єсою Л. Н. Андрєєва
- 1987 — Ангел Ертебіз — «Священні чудовиська», за п'єсою Ж. Кокто, реж. Роман Віктюк
- 1987 — Іванов — «Уроки музики», за п'єсами Л. Петрушевської, реж. Роман Віктюк
- 1992 — Рон — «Дама без камелій», за п'єсою Т. Реттігана, реж. Роман Віктюк

Театр Романа Віктюка:
- 1992 — Гумберт Гумберт («Лоліта» Е. Олбі)
- Ваня («Полонез Огінського» Н. Коляди)
- Антоніо («Кохання з придурком» В. Франчески)
- Мсьє де Мистеваль («Філософія в будуарі» маркіза де Сада)
- ЛюдБерліозина театру («Осінні скрипки» В. Сургучова)
- Тигеллин («Саломея» О. Уайльда)
- Рантьє Штіфель, р-н Габор, пастор Кальблаух і Кнохенбрух («Пробудження весни» Ф. Ведекінда)
- Доктор Бродський («Заводний апельсин» Е. Берджесса)
- Адольф («Мій друг А.» Ю. Місіми)
- Фьорре («Антоніо фон Ельба» Р. Майнарді)
- Берліоз («Майстер і Маргарита» М. Булгакова)
- Король («Кіт у чоботях» М. Кузьміна)
- Професор («Давай займемося сексом» Ст. Красногорова)
- Роже («Мою дружину звуть Моріс» Р. Шарта)
- Росс («Коза, або Хто така Сільвія» Е. Олбі)
- Де-Бурбон («Незбагненна жінка, що живе в нас» Х. Левіна)

### Фільмографія
1. 1980 — Квіти лугові
2. 1991 — Голод-33
3. 1994 — Співачка Жозефіна й Мишачий Народ
4. 1997 — Графиня де Монсоро (серіал)
5. 1997 — Роксолана. Настуня (телесеріал)
6. 1997 — Роксолана. Улюблена дружина Халіфа (телесеріал)
7. 2000 — День народження Буржуя (серіал)
8. 2008 — Заповідник страху (серіал)